# Heir to Despair
Heir to Despair — одиннадцатый студийный альбом японской группы Sigh, выполненный в жанре авангардного метала и выпущенный 16 ноября 2018.

## История создания

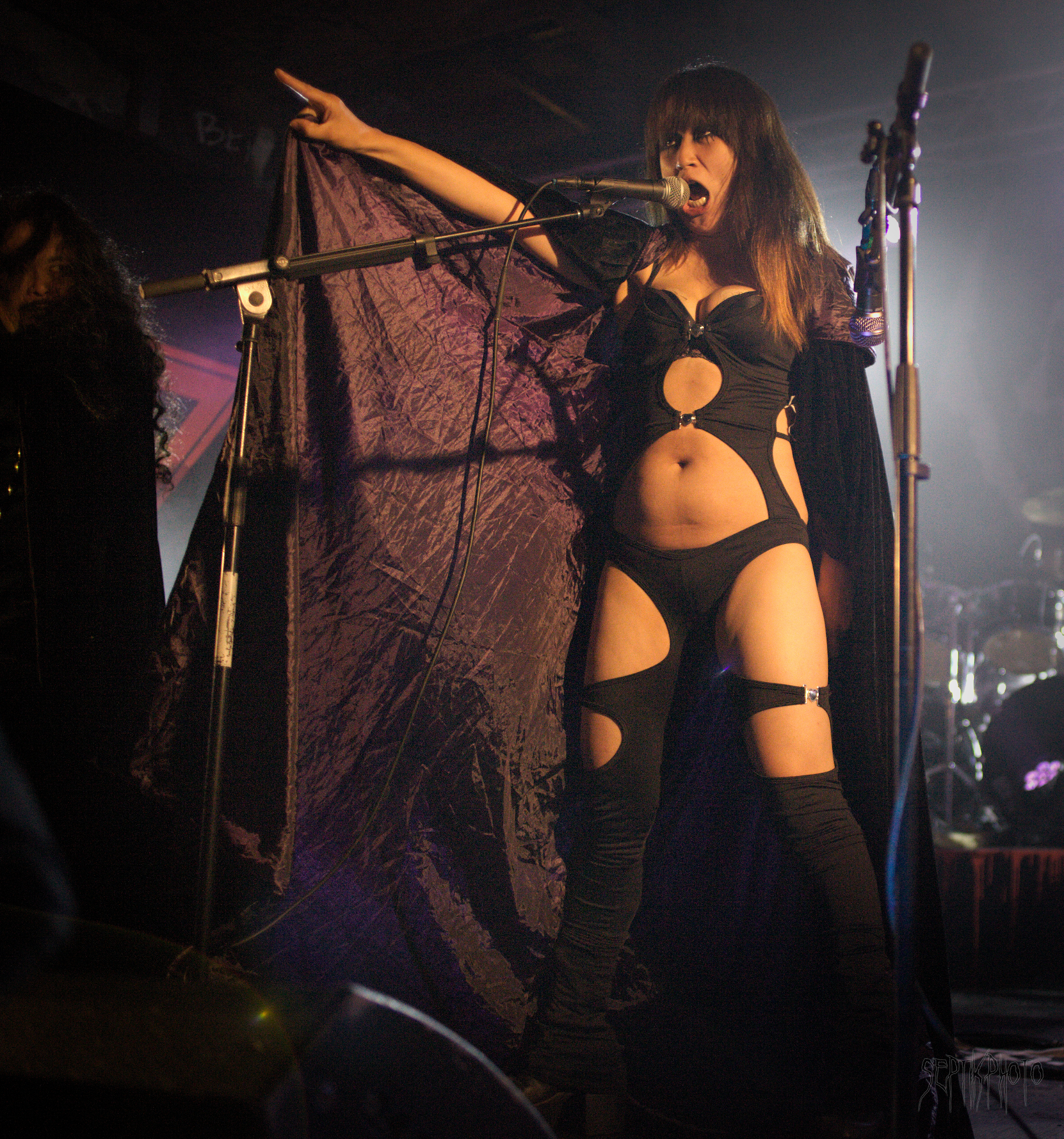
Выступление Sigh на фестивале Metal Magic во Фредерисии, Дания

### Предыстория
Группа Sigh была основана Мирай Кавасимой в 1989 году в Японии. Записав несколько демо-альбомов, вскоре группой заинтересовался Евронимус, гитарист норвежской блэк-метал-группы Mayhem и основатель лейбла Deathlike Silence Productions, на котором в 1993 году был выпущен первый студийный альбом Sigh — Scorn Defeat. Позже группа подписала контракт с британским лейблом Cacophonous Records, который занимается выпуском последующих альбомов группы вплоть до 1999 года.

### Запись
Альбом Heir to Despair возвращается к тематике японской традиционной музыки. Как объяснил Кавасима, он не любил известные в его детстве японские песни, предпочитая западную культуру. Поэтому многие тексты его песен написаны на английском языке. Однако спустя время он начал «скучать по тем временам». Heir to Despair стал первым альбомом группы, написанным исключительно на японском языке. В нём группа сочетал японско-азиатские техники пения и традиционные японские музыкальные инструменты с западным металом. Одним из источников вдохновения стала музыка группы Black Widow, которые стали примером игры на флейте для Heir to Despair. В связи с этим в декабре 2016 года Кавасима сообщил, что выход альбома откладывается из-за того, что ему необходимо научиться играть на флейте.
Обложка выполнена немецким художником Элираном Кантором.
Лидер группы негативно относится к предыдущему альбому Sigh, Graveward, и Heir to Despair является переосмыслением его слабых сторон. Кавасима отметил, что петь по-японски было достаточно удобно и он продолжает работать над японскими вокальными техниками. Артист предполагает, что будущие альбомы так же будут содержать японские фолк-элементы, однако не уверен, будет ли продолжать заниматься музыкой в рамках проекта Sigh. Он говорит, что каждый новый альбом отнимает много сил и «опустошает его».

### Выпуск
В октябре 2018 года, незадолго до выхода альбома, состоялась премьера видеоклипа на песню «Homo Homini Lupus». Мирай Кавасима назвал этот трек самым «быстрым» в альбоме. Выпуск альбом состоялся 16 ноября на лейблах Candlelight Records и Spinefarm Records. Позже в ноябре был выпущен видеоклип на песню «Aletheia». Видеоряд представляет собой запись исполнения песни группой на фоне визуального эффекта калейдоскопа. Режиссёром клипа выступил Эдди Гранилло.

## Восприятие
Критики отмечают совмещение множества различных стилей в альбоме. Xenophanes из Sputnikmusic отмечает, что Sigh отклонились от блэк-метала намного сильнее, чем ранее, и подтверждает слова Антонио Пошчича из PopMatters о том, что группа приближается к прогрессивному року. Из-за обилия множества элементов, как говорит Пошчич, тяжело точно определить стиль альбома.
Heir to Despair попал в список 30 лучших альбомов 2018 года по версии журнала Loudwire.

## Список композиций
Альбом состоит из 9 композиций общей продолжительностью 52 минуты и 42 секунды.
| №                   | Название                               | Длительность |
| ------------------- | -------------------------------------- | ------------ |
| 1.                  | «Aletheia»                             | 7:23         |
| 2.                  | «Homo Homini Lupus»                    | 5:33         |
| 3.                  | «Hunters Not Horned»                   | 6:47         |
| 4.                  | «In Memories Delusional»               | 6:17         |
| 5.                  | «Heresy I: Oblivium»                   | 7:28         |
| 6.                  | «Heresy II: Acosmism»                  | 1:45         |
| 7.                  | «Heresy III: Sub Species Aeternitatis» | 2:26         |
| 8.                  | «Hands of the String Puller»           | 4:48         |
| 9.                  | «Heir to Despair»                      | 10:15        |
| Общая длительность: | Общая длительность:                    | 52:42        |

## Участники записи
- Мирай Кавасима — вокал, гитара, флейта, клавишные, арфа
- Ю Осима — гитара
- Dr. Mikannibal — саксофон-альт
- Сатоси Фудзинами — бас-гитара
- Кевин Кмец — сямисэн[9]